# 巨勢苗麻呂
巨勢 苗麻呂（こせ の なえまろ）は、奈良時代の貴族。参議・巨勢堺麻呂の子。官位は従四位下・左中弁。

## 経歴
天平宝字元年（757年）橘奈良麻呂の乱において、反乱実行時に敵側となるのを防ぐために、賀茂角足が事前に武勇に優れた者を屋敷に呼んで酒盛りをしたが、苗麻呂は高麗福信・坂上苅田麻呂らの武人と共に招待されている。
称徳朝の神護景雲元年（767年）従五位下・少納言に叙任されるが、翌神護景雲2年（768年）駿河守として地方官に転じる。
のち、宝亀7年（776年）従五位上、宝亀10年（779年）正五位下、延暦2年（783年）正五位上・左中弁に叙任されるなど、光仁朝後半から桓武朝初頭にかけて順調に昇進する。のち信濃守・河内守と地方官に転じるが、延暦5年（786年）左中弁に還任する。またこの間、従四位下に叙せられている。
延暦6年（787年）閏5月27日卒去。最終官位は左中弁兼河内守従四位下。

## 官歴
『続日本紀』による。
- 時期不詳：正六位上
- 神護景雲元年（767年） 正月18日：従五位下。3月20日：少納言
- 神護景雲2年（768年） 7月1日：駿河守
- 宝亀7年（776年） 正月7日：従五位上
- 宝亀10年（779年） 正月23日：正五位下
- 延暦元年（782年） 2月7日：兵部大輔
- 延暦2年（783年） 正月16日：正五位上。5月15日：左中弁
- 延暦3年（784年） 4月30日：信濃守
- 延暦4年（785年） 正月15日：河内守
- 時期不詳：従四位下
- 延暦5年（786年） 8月8日：左中弁、河内守如故。9月29日：河内和泉国班田長官
- 延暦6年（787年） 閏5月27日：卒去（左中弁兼河内守従四位下）

## 系譜
- 父：巨勢堺麻呂[2]
- 母：不詳
- 生母不詳の子女
  - 長男：巨勢野足[2]（749-817）